# Danh sách tên cờ
Dưới đây là danh sách chưa hoàn chỉnh tên và biệt hiệu của các lá cờ, được sắp xếp theo thứ tự chữ cái. Hiếm có lá cờ nào có tên chính thức thực sự, nhưng một số tên không chính thức đã được sử dụng rộng rãi nên cũng được xem là tên phổ quát của lá cờ.

## A
- A Auriverde ("Vàng-và-xanh lá"), Brazil
- Aappalaartoq ("Đỏ"), Greenland
- Al-Adaam ("Support flag"), Qatar
- Alam Baladii ("Cờ Tổ quốc tôi"), Kuwait
- Alay Rengîn ("Cờ đa sắc"), Kurdistan
- Albayrak ("Hồng kỳ"), Thổ Nhĩ Kỳ
- Alsancak ("Hồng kỳ thánh linh"), Thổ Nhĩ Kỳ
- Ay Yıldız ("Sao trăng khuyết"), Thổ Nhĩ Kỳ
- La Albiceleste or La Celeste y Blanca ("Cờ trắng xanh nhạt"), Argentina
- A'najmataynee ("Hai sao"), Syria

## B
- Bandeira Auriverde ("Yellow-and-green flag"), Brazil
- Bandeira das Quinas ("Flag of the quinas", the five blue shields of the Portuguese arms), Portugal
- Baner Dewi Sant ("Thánh kỳ David"), Wales (unofficial flag)
- Baner Peran ("Thánh kỳ Piran"), Cornwall
- Bear Flag ("Cờ gấu"), California
- Bhagwa ("The Saffron Banner"), Flag of the Hindus and former flag of the Maratha Empire
- Biało-Czerwona ("Trắng-Đỏ"), Ba Lan
- Bieł-Čyrvona-Bieły ("Trắng-Đỏ-Trắng"), historical flag of Belarus
- Bindenschild, Austria
- Bo Najma w Hlal ("Cờ sao và trăng khuyết"), Libya
- Bonnie Blue Flag, official flag of the now-defunct Republic of West Florida, also used in some places as an unofficial banner of the Confederate States of America.
- Bosanski Ljiljan ("Lily Bosnia"), cựu quốc kỳ Bosnia và Herzegovina
- Bratach-Croise ("Saltire"), Scotland
- The Broken Trident, Barbados
- Bundesflagge ("Cờ liên bang"), Đức, chính thức chỉ định
- Български трикольор/Balgarski Trikolyor ("Tam sắc Bulgaria"), Bulgaria

## C
- La Celeste ("The light blue one"), Uruguay
- Commonwealth Blue Ensign, Úc
- Crois Naomh Anndra ("Thập tự Thánh Andrew"), Scotland
- Cờ đỏ sao vàng, Việt Nam
- Cờ Tổ quốc, Việt Nam
- Crotz occitana ("Occitan cross"), Occitania

## D
- Dannebrog ("Danish cloth"), Đan Mạch
- Dannebrogelva ("Danish cloth river"), Na Uy
- Derti ("Tổ quốc tôi"), Kuwait

## E
- Erfalasorput ("Cờ ta"), Greenland
- La Estrella Solitaria ("Ngôi sao cô đơn"), Chile,
- La Estrella Solitaria ("Ngôi sao cô đơn"), Cuba
- Estelada blava ("Cờ sao nền xanh"), Catalan separatism
- Eureka Flag, Úc
- Eureka Jack, Úc

## F
- Five Coloured Flag, Jain flag
- Fleurdelisé ("Fleur-de-lis-y"), Quebec

## G
- Γαλανόλευκη  Galanolefki ("Light blue and white"), Hy Lạp
- Golden Arrowhead, Guyana
- Gwenn-ha-du ("Trắng và đen"), Brittany
- Grand Ol' Flag, Mỹ

## H
- 日の丸 Hinomaru ("Vòng tròn mặt trời"), Nhật Bản (quốc kỳ và quân hạm kỳ)
- Hvítbláinn, lá cờ đề xuất, đã được sử dụng nhưng chưa bao giờ thành chính thức, Iceland

## I
- Ikurriña ("Flag"), Basque Country (the autonomous community, the region, and more generally the Basque people, culture and language)
- Innabi ("The Maroon"), Qatar
- Tiranga ("Tam sắc"), Ấn Độ
- Bratach ("Tam sắc Ireland"), Ireland

## J
- Jalur Gemilang ("Stripes of Glory"), Malaysia
- Jefferson Seal flag, Jefferson (proposed U.S. state)

## K
- Kanaka Maoli ("True People"), Hawaii (alternative flag)
- Kaponga (silver fern), New Zealand (unofficial, widely used)
- Khanjar Oo Sayfain ("Dagger and two swords"), Oman
- Khutjvriani Drosha ("Five-cross flag"), Georgia
- Kök Bayraq ("Blue Banner"), East Turkestan

## L
- Lal-Sobuj ("Red & green"), Bangladesh
- Leòmhann na h-Alba ("Lion Rampant"), Scotland
- Lone Star Flag, Texas

## M
- Maple Leaf or l'Unifolié, Canada
- Merkið ("The Banner"), Quần đảo Faroe

## N
- Nishan Sahib ("Holy flag"/"Exalted banner"), Sikh flag
- 日章旗 Nisshōki ("Nhật chương kỳ"), Nhật Bản

## O
- Old Glory, Mỹ

## P
- Pahāḍa ("Núi"), Nepal
- Parcam-e-Sitarah-o-Hilal ("Flag of the Crescent and Star"), Pakistan
- Prinsenvlag ("Prince's flag"), Hà Lan (historical)
- Piros-fehér-zöld ("Red-White-Green"), Hungary
- Puli Kodi ("Hổ kỳ"), Tamil Eelam

## Q
- Qaumi Parcham ("Cờ quốc gia"), Pakistan
- 青天、白日、滿地紅 Qīng tiān, bái rì, mǎn dì hóng ("Thanh Thiên, Bạch Nhật, Mãn Địa Hồng"), Đài Loan

## R
- The Rainbow Flag, Unity Flag, or Interim Flag (all unofficial), Nam Phi
- Rainbow flag, there are several independent rainbow flags in use today, the most widely known worldwide is the pride flag representing gay pride, while the peace flag is especially popular in Italy and the cooperative flag symbolizes the international co-operative movement.
- Red Ensign or Red Duster, the civil ensign of the United Kingdom
- Красный флаг СССР (Krasnyy flag SSSR) ("Red Flag USSR"), Liên Xô
- Российский триколор (Rosiiski Trikolor) ("Russian Three Colours"), Nga
- Rojigualda ("Red-weld"), Tây Ban Nha
- Rot-Weiss-Rot ("Red-white-red"), Áo
- De Roude Léiw ("Red Lion"), civil ensign of Luxembourg
- Ручнік (Ručnik), Belarus

## S
- Saint Andrew's Cross or The Saltire, Scotland
- Saint George's Cross, Anh
- Saint Petroc's Flag, Devon
- Sam Si ("Tam sắc"), Lào
- Sarkanbaltsarkanais karogs ("Cờ đỏ-trắng-đỏ"), Latvia
- Sang Saka Merah Putih ("Đỏ trắng"), Indonesia
- Ѕвездата од Кутлеш ("Sun of Kutleš'), Cộng hòa Macedonia (historical flag)
- Schwarz-Rot-Gold ("Đen-đỏ-vàng"), Đức
- Seh-ye Rang-ye Beyraq ("Ba màu"), Iran
- Senyera, Alghero và Catalonia
- Shir-o-Khorshid ("Sư tử và mặt trời"), Iran (historical flag)
- Shqiponja Dykrenare ("The two-headed eagle"), Albania
- Sinimustvalge ("Blue-black-white"), Estonia
- Siniristilippu ("Blue Cross Flag"), Phần Lan
- Snow lion flag, Tây Tạng
- Southern Cross, Confederate States of America (other meanings)
- Southern Cross Flag, Úc
- Southern Cross Flag, New Zealand
- Stars and Bars, Liên minh miền Nam Mỹ
- Stars and Stripes ("Cờ sọc sao"), Mỹ
- Star-Spangled Banner, Mỹ

## T
- 태극기 ("Taegeukgi"), Hàn Quốc
- Tatlong Bituin at Isang Araw ("Three Stars and a Sun"), Philippines
- Al Tawheed/Shahada, Saudi Arabia
- Tjúgufáni, state flag of Iceland
- Tree Cassyn Vannin ("Three Legs of Mann"), Đảo Man
- Tricolour
  -  La Tricolor, Bolivia
  -  तिरंगा , Ấn Độ
  -  El Tricolor Nacional, Colombia
  -  ธงไตรรงค์, Thái Lan
  -  La Tricolor, Costa Rica
  -  La Tricolor, Ecuador
  -  Tricolor Nacional, Venezuela
  -  La Tricolor, Second Spanish Republic (historical)
  -  Drapeau Tricolore, Pháp
  -  Il Tricolore, Ý
  -  Tricolorul, Romania
  -  Триколор, Nga
  -  Trídhathach na hÉireann, Ireland
- Trinacria, Sicily
- Trispalvė, Litva

## U
- Üçrəngli Bayraq ("Tricolour Flag"), Azerbaijan
- L'Union Fait La Force ("Unity makes strength"), Haiti
- Union Jack or Union Flag, Vương quốc Liên hiệp Anh và Bắc Ireland

## W
- Wiphala, a flag representing the native peoples of the Andes and the co-official flag of Bolivia
- 五星红旗 (Wǔ Xīng Hóng Qí) ("Ngũ tinh hồng kỳ"), Cộng hòa Nhân dân Trung Hoa

## Y
- Y Ddraig Goch ("Rồng Đỏ"), Wales
- Եռագույն (Yerakooyn) ("Tam sắc"), Armenia

## Z
- Жовто-блакитний (прапор) (Zhovto-blakytnyy (prapor)) ("Yellow-blue (flag)"), Ukraine

Danh sách này không đầy đủ, bạn cũng có thể giúp mở rộng danh sách.